# Таборинское сельское поселение
Табори́нское сельское поселение — муниципальное образование Свердловской области России. Административный центр поселения — село Таборы, которое также является центром Таборинского муниципального района.

## География
Таборинское сельское поселение расположено в юго-западной части Таборинского района. Площадь сельского поселения — 2035 км², что составляет приблизительно 17,9% от общей площади Таборинского района.
Таборинское сельское поселение граничит:
- с другими территориями того же Таборинского района:
  - на востоке — с Кузнецовским сельским поселением,
  - на севере — с Унже-Павинским сельским поселением,
  - на северо-востоке и северо-западе — с межселенными территориями Таборинского района;
- на западе и юге — с Туринским районом, не включающим в себя городские и сельские поселения;
- на юго-востоке — с Тавдинским районом, не включающим в себя городские и сельские поселения.

Основным водным путём Таборинского сельского поселения является судоходная река Тавда, в которую впадает река Таборинка и Емельяшевка. Вдоль Тавды тянется автодорога, на которой расположены населённые пугкты сельского поселения, в том числе и его администиативный центр — село Таборы. Таборинское сельское поселение находится на правом берегу Тавды, которая является его естественной северо-восточной границей.
На землях поселения много озёр различной величины. Наиболее значительными из них являются Поговор, Дикое, Епанчино, Малое Кривое и Большое Кривое, Вавилково, Ванька-Тур, Камешное. Все озера пресноводны и заселены щукой, окунем, карасём, плотвой. Наибольшая площадь зеркала воды у Дикого озера (1079 га), которое является гидрологическим памятником природы. Значительная часть территории заболочена. На болотах растет клюква, голубика. Клюква в урожайные годы имеет промысловое значение. Болото Фирулевское имеет статус ландшафтного памятника природы. Берега Емельяшевки заселены бобрами.

## История
О древней истории Таборинского края свидетельствуют недавние находки предметов быта близ озёр Епанчина и Кривого, сделанные сотрудниками научно-производственного центра по охране и использованию памятников истории и культуры Свердловской области, принадлежащие людям эпохи энеолита (примерно IV—I вв. до н. э.). Коренное население вогулы (манси) с приходом русских на земли Сибирского ханства не только постепенно отошли от таёжных промыслов, переключившись на растениеводство, но и растворились в русских генотипах. Появление русских тесно связано с именем Ермака, поход которого положил начало присоединения Сибири к России.
Таборинское сельское поселение было образовано 25 октября 2004 года.

## Население
| 2010  | 2011  | 2012  | 2013  | 2014  | 2015  | 2016  |
| ----- | ----- | ----- | ----- | ----- | ----- | ----- |
| 2087  | ↘2073 | ↘2029 | ↘1996 | ↘1964 | ↗1975 | ↘1954 |
| 2017  | 2018  | 2019  | 2020  | 2021  | 2023  |       |
| ↘1916 | ↘1883 | ↘1862 | ↘1856 | ↘1733 | ↗1753 |       |

## Состав сельского поселения
| № | Населённый пункт | Тип населённого пункта       | Население |
| - | ---------------- | ---------------------------- | --------- |
| 1 | Добрино          | деревня                      | ↘40       |
| 2 | Емельяшевка      | деревня                      | ↘5        |
| 3 | Кокшарово        | деревня                      | ↘22       |
| 4 | Мочалка          | деревня                      | ↘5        |
| 5 | Таборы           | село, административный центр | ↘1624     |
| 6 | Торомка          | деревня                      | ↘30       |
| 7 | Фирули           | деревня                      | ↘7        |

Упразднённые населённые пункты
- 16 марта 2020 года Областным законом № 13-ОЗ была упразднена деревня Антоновка[18].

## Экономика
Основной вид деятельности — сельское хозяйство. Представители малого бизнеса занимаются заготовкой и переработкой древесины.